# Jonas Basanavičius
Jonas Basanavičius ( pronunciació en lituà (?·pàg.); 23 de novembre de 1851 en Ožkabaliai - 16 febrer de 1927 a Vílnius) fou un activista i defensor del Renaixement nacional lituà i fundador del primer diari en llengua lituana Aušra. De la mateixa manera, fou un dels impulsors i President del Comitè Organitzador del Congrés dels Lituans els 1905, el Gran Seimas de Vílnius. Fou també el fundador i president de la Societat científica de Lituània (1907).
Com a membre del Consell de Lituània, fou un dels signataris de la Declaració d'Independència de Lituània el 16 de febrer, de 1918. A Basanavičius se li dona sovint el títol honorífic informal únic del "Patriarca de la Nació" (lituà tautos patriarchas) per les seves contribucions i ajuda en el restabliment de l'estat lituà.

## Primers anys i educació
Basanavičius nasqué al poble d'Ožkabaliai (polonès Oszkobole) en el Tsarat de Polònia, estat client de l'Imperi Rus, en una família de pagesos lituans. Les complicacions de naixement invitaren els seus pares, catòlics devots, a pregar i a prometre que educarien el seu primogènit perquè fos sacerdot. Per tal de mantenir la promesa, els pares donaren suport a un tutor del poble perquè ensenyés els nens de la vila. Allà Basanavičius aprengué lectura bàsica, escriptura, i aritmètica així com a servir l'altar. Posteriorment assistí a una escola primària a Lukšiai. En aquella època, el polonès es considerava com la llengua més prestigiosa de la noblesa i gent ben educada. El rus s'utilitzava en l'administració estatal, mentre que el lituà s'utilitzava entre els camperols. Després de la Revolta de 1863, les autoritats tsaristes implementaren diverses polítiques de russificació en un intent de reduir la influència de la llengua i cultura poloneses. Una d'aquestes polítiques permeté Basanavičius d'assistir al Gymnasium de Marijampolė. Abans de la revolta, un fill d'un lituà a penes podria esperar ser admès a una escola reservada a la noblesa polonesa. Basanavičius suspengué els seus primers exàmens d'ingrés el 1865, però reeixí a entrar un any més tard.
Basanavičius desenvolupà l'apreciació per la llengua, cultura i història lituanes dels turons fortificats locals i dels seus pares, que li proporcionaren un tresor afectuós de cançons, llegendes i històries locals. Aquesta apreciació augmentà i s'aprofundia al gymnasium on Basanavičius conegué autors clàssics d'història lituana (Maciej Stryjkowski, Alexander Guagnini, Jan Długosz, Marcin Kromer),, estudià cançons folklòriques lituanes, llegí poemes clàssics Les Estacions per Kristijonas Donelaitis, Konrad Wallenrod per Adam Mickiewicz, Margier per Władysław Syrokomla i ficció històrica per Józef Ignacy Kraszewski. S'allunyà de la religió després de llegir la crítica de la Vida de Jesús d'Ernest Renan. Un cop s'hagué graduat, el 1873, aconseguí persuadir els seus pares perquè li permetessin d'assistir a la Universitat de Moscou i no al Seminari sacerdotal de Sejny.
Basanavičius viatjà a Moscou, primer per estudiar història i filologia, però després de dos semestres se n'anà a l'Acadèmia de Medicina de Moscou. Altre cop es beneficià de les polítiques de russificacio postrevolta. Rebia una de les deu beques (360 rubles anuals) establertes per a estudiants lituans del Tsarat de Polònia. També complementava els seus ingressos amb una tutoria privada, però les condicions de vida eren dures i això va tenir un impacte durador en la seva salut. Basanavičius participà activament en afers estudiantils, seguia els esdeveniments a Lituània, i continuà els seus estudis d'història lituana. Recollint dades de Rumiàntsev i biblioteques universitàries, esperava escriure un estudi sobre el Gran Duc Kęstutis. Normalment passava els seus estius a Lituània, on recollia cançons folklòriques, contes de fades i endevinalles.

## Carrera mèdica a Bulgària

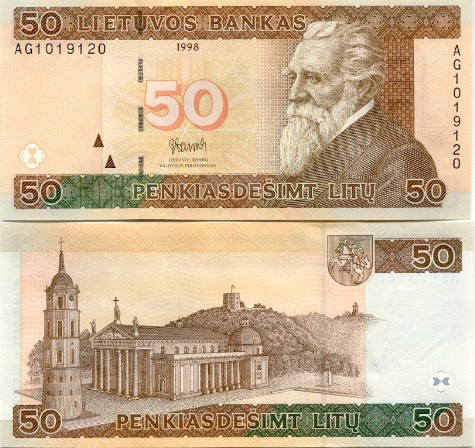
Jonas Basanavičius en un bitllet de 50 litas

Després de graduar-se a la primavera 1879, Basanavičius feu un viatge altra vegada a Lituània i tenia uns quants pacients a Ožkabaliai, Vilkaviškis i Aleksotas. Retornà a Moscou l'octubre de 1879 tot esperant establir la seva consulta privada, però aviat acceptà una lucrativa proposta del Principat de Bulgària per convertir-se en cap d'un hospital a Lom Palanka, una ciutat d'aproximadament 8.000 habitants. Després d'arribar-hi a finals de gener de 1880, es va trobar amb un hospital atrotinat ubicat en un antic hotel i va prendre mesures, de manera enèrgica, per tal de construir un nou hospital, establir un servei ambulatori i combatre la percepció que l'hospital era un lloc per morir, més que no pas un lloc per posar-se bo. El 1880, l'hospital tenia 522 pacients hospitalitzats i 1144 pacients ambulatoris, comparat amb els 19 pacients que amb prou feines atenia durant el 1879. La feina estava ben pagada i les despeses eren baixes, per la qual cosa pogué pagar ràpidament els seus deutes i recollir uns estalvis. Basanavičius també escrigué articles de recerca mèdics, articles polítics liberals que donaven suport a Petko Karavélov, i articles culturals per als lituanoprussians, incloent-hi Tilžės Keleivis, Lietuwißka Ceitunga, Mitteilungen Der Litauischen Literarischen Gesellschaft.
Després de l'assassinat del tsar Alexandre II de Rússia el març de 1881, el príncep búlgar Alexandre de Battenberg intentà prendre mesures contra els polítics liberals. Temorós de la persecució, Basanavičius abandonà Bulgària el maig de 1882. Viatjava durant uns quants mesos, visitant Belgrad, Viena, Lituània, abans d'instal·lar-se a Praga el desembre de 1882. Allà va organitzar la publicació de l'Aušra, el primer diari en llengua lituana. El primer número apareixia el març de 1883 i marcà una fita essencial en el Renaixement nacional lituà. Basanavičius dirigia les polítiques editorials, mentre que Jurgis Mikšas s'ocupava del tema de la impressió en Ragnit a Prússia Oriental. El diari llavors passaria de contraban a Lituània, atès que la publicació en la llengua lituana era il·legal en l'Imperi Rus. Basanavičius aviat perdé control editorial de l'Aušra en benefici de Jonas Šliūpas.
A Praga, Basanavičius conegué Gabriela Eleonora Mohl, una alemanya dels Sudets. Ambdós es casaren el maig de 1884. Immediatament després del casament, la parella es traslladà a Bulgària, on la situació política havia millorat. Basanavičius primer trobava una feina a posició en Elena, però aconseguia retornar a Lom Palanka el 1885. La vida allà fou marcada per un seguit de dificultats. La Guerra Serbobúlgara causà una onada de víctimes de guerra a l'hospital i una epidèmia de tifus. Basanavičius es posà seriosament malalt amb pneumònia i tifus el febrer de 1886. L'agost de 1887, sobrevivia a un intent d'assassinat, però una bala li quedà allotjada sota el seu omòplat esquerre per a la resta de la seva vida i li causà diversos problemes de salut. El seu atacant, Alexander Manoilov, complí una sentència de deu anys, però no explica mai plenament les seves raons per a aquest atac. El febrer de 1889, Mohl moria de tuberculosi que aparentment va contraure mentre encara era a Praga. La mort de la seva muller li causà a Basanavičius una depressió i malenconia durant gairebé un any.
El 1891 Basanavičius adquirí la ciutadania búlgara i fou promogut a Varna el 1892, però els seus problemes de salut s'intensificaren. Patia d'arrítmia, neurastènia, neuràlgia i parestèsia. Això l'impulsà a abandonar els seus càrrecs públics i a limitar la seva feina a les consultes privades i visites a palau per a Ferran I de Bulgària. Basanavičius viatjà a Àustria unes quantes vegades a la recerca d'una cura per a les seves malalties. El 1900 patí un vessament cerebral.
A Varna, s'uní al Partit Democràtic i fou elegit per a l'ajuntament de Varna des del 1899 al 1903. També participà en els congressos de partit i ajudà a desenvolupar el programa del partit en l'assistència sanitària.

## Retorn a Lituània
El 1905, en sentir que s'havia alçat la prohibició de premsa lituana Basanavičius retornà a Lituània, i continuà jugant un paper important en el ressorgiment nacional lituà.
Era la força principal darrere el Gran Seimas de Vílnius, que culminà amb l'Acta d'independència de Lituània el 1918.
El Dr. Basanavičius explorà la història, la cultura, el folklore, l'etnografia i la lingüística lituanes, i escrigué més de quaranta treballs en aquests camps.
Morí a Vílnius el 16 de febrer del 1927, el dia de la Independència de Lituània, i fou enterrat al Cementiri de Rasos.

## Llegat
Un carrer a Varna, Bulgària fou batejat com a Carrer del Dr.Basanovitx (segons la interpretació búlgara del seu nom Ivan Basanovitx) en el seu honor.